# Алфонс Буш
Алфонс Иванович Буш (на руски: Альфонс Иванович Буш) е руски, офицер, генерал-лейтенант и български офицер, полковник. Участник в потушаването на Полското въстание (1863 – 1864) и в Руско-турската война (1877 – 1878). Началник на 1-ва пехотна бригада от Българската войска.

## Биография
Алфонс Буш е роден на 13 септември 1842 г. в Руската империя. Семейството е с лютеранско вероизповедание. Ориентира се към военното поприще и постъпва на военна служба на 16 юни 1861 г. Завършва Павловския кадетски корпус с производство в първо офицерско звание поручик и назначение в 55-и Резервен пехотен кадрови батальон (1862).
Участва в Руско-турската война (1877 – 1878). Три пъти е награден с руски военно ордени.
На 28 март 1884 г. е освободен от руска служба. Служи като началник на 1-ва пехотна бригада.
На 21 октомври 1885 е върнат на руска служба. Командир на 84-ти Ширвански пехотен полк (1885 – 1890) и 163-ти Ленкоранско-нашебургски пехотен полк (1890 – 1892). Повишен е във военно звание генерал-майор от 1892 г. с назначение за командир на 1-ва бригада на 16-а пехотна дивизия. Командир на 34-та пехотна дивизия (от 27 април 1900). Повишен е във военно звание генерал-лейтенант от 1901 г.
Алфонс Буш е женен и има една дъщеря.

## Военни звания
- Поручик (13 юни 1862)
- Прапорщик от гвардията (15 март 1863, преименуван)
- Подпоручик от гвардията (19 май 1863, старшинство)
- Поручик от гвардията (19 април 1864, старшинство)
- Щабскапитан от гвардията (30 август 1866, старшинство)
- Капитан от гвардията (31 март 1874, старшинство)
- Полковник (30 август 1877, старшинство)
- Полковник от българската войска (1884)
- Генерал-майор за отличие по служба (1892) със старшинство 26 декември 1892
- Генерал-лейтенант за отличие (1901) със старшинство 6 декември 1900

## Образование
- Павловски кадетски корпус

## Заемани длъжности
- Командир на рота (7 години и 10 месеца)
- Командир на батальон (2 години и 11 месеца)
- Командир на 55-и Резервен пехотен кадрови батальон (20 януари 1883 – 28 март 1884)
- Командир на 1-ва пехотна бригада от българската войска
- Командир на 84-ти Ширвански пехотен полк на Нейно Имперско Величество полк (21 октомври 1885 – 16 август 1890)
- Командир на 163-ти Ленкоранско-нашебургски пехотен полк (16 август 1890 – 26 декември 1892)
- Командир на 1-ва бригада от 16-а пехотна дивизия (26 декември 1892 – 27 април 1900)
- Командир на 34-та пехотна дивизия (от 27 април 1900)

## Награди
- Орден „Света Анна“ III степен (1869)
- Орден „Свети Станислав“ II степен (1874)
- Орден „Света Анна“ III степен с мечове
- Златно оръжие „За храброст“
- Орден „Свети Владимир“ IV степен с мечове и лента (1878)
- Орден „Свети Владимир“ III степен с мечове (1878)
- Орден „Свети Станислав“ I степен (1897)